# Jernej
Jernej je moško osebno ime.

## Izvor imena
Ime Jernej je svetopisemsko ime. Izhaja iz latinskega imena Bartolomaeus in grškega Βαρθολομαιος Bartholomáios iz aramejskega Bar Talmaj v pomenu »sin Talmaja«. Slovensko  ime Jernej je pravzaprav nastalo iz zveze sanctus Bartolomaeus, skrajšane prek oblik šem-bertelemej, šem-ernej v Jernej, oziroma je ime različica imena Bartolomej.

## Različice imena
- moške različice imena: Arne, Arnej, Arni, Bartol, Bartolo, Jernejček, Nejc, Nejče, Nejko,
- ženske različice imena: Jerneja, Jernejka, Neja, Neca, Nejca, Nejka
- narečne oblike imena: Arnejc, Arnej, Jernač, Jernuša

## Pogostost imena
Po podatkih Statističnega urada Republike Slovenije je bilo na dan 31. decembra 2007 v Sloveniji število moških oseb z imenom Jernej: 5.670. Med vsemi moškimi imeni pa je ime Jernej po pogostosti uporabe uvrščeno na 45. mesto.

## Priimki, nastali iz imena
Oblika Bartolomej se pojavlja večinoma v starejših virih, danes pa je razen omenjene oblike Bartol prepoznavno še v priimkih. Iz imena Jernej in njegovih oblik so nastali priimki Arne, Arnečič, Arnejc, Arnejčič, Arnejšek, Jerne, Jernečič, Jernej, Jernejc, Jernejčič, Jernejec, Jernejšek ter Bartel, Bartelj, Bartol, Bartolj, Brtoncelj, Paternež, Patrnoš.

## Osebni praznik
V koledarju je ime Jernej zapisano 24. avgusta (Bartolomej, apostol).

## Zanimivosti
- Svetopisemski Jernej je bil eden izmed 12-tih Jezusovih apostolov. Umrl je mučeniške smrti verjetno v Armeniji. Slekli so mu kožo pri polni zavesti in mu na koncu še odsekali glavo.
- V Sloveniji je 28 cerkva sv. Jerneja. Po eni od njih se imenuje kraj Šentjernej.